# Mutacja cicha
Mutacja cicha – mutacja sekwencji nukleotydowych, która nie ma wpływu na funkcjonowanie genomu. Są to mutacje w pozagenowym DNA, w niekodujących fragmentach genów i mutacje synonimiczne. Ok. 95,5% ludzkiego genomu może ulec mutacji bez znaczących zmian.

## Mutacja synonimiczna
Mutacja synonimiczna to zmiana pojedynczego nukleotydu w genie (mutacja punktowa) nie powodująca zmiany aminokwasu w kodowanym białku ze względu na to, że kod genetyczny jest zdegenerowany, czyli jeden aminokwas może być kodowany przez kilka kodonów (np. zmiana CCC na CCU nie powoduje zmiany aminokwasu, gdyż obie trójki kodują prolinę). Wydaje się, że w niektórych przypadkach, jeśli zmiana następuje z kodonu preferowanego na rzadki, może to wpłynąć na szybkość syntezy białka, a to z kolei na szybkość jego zwijania, a zatem na jego strukturę przestrzenną, co może mieć wpływ na fenotyp.